# Haplogrup mitocondrial humà L3
L'haplogrup mitocondrial humà L3 és un haplogrup humà que es distingeix per l'haplotip dels mitocondris.
L'haplogrup L3* és confinat a Àfrica i ha poblacions emigrades d'Àfrica. És comú a l'Àfrica oriental.
Tanmateix, l'L3 també és l'haplogrup del que en provenen els haplogrups M i N. Aquests haplogrups són ancestrals a tots els haplogrups de fora d'Àfrica, i es creu que representen la migració inicial de sortida d'Àfrica.